# Lijst van Europese records zwemmen
De Lijst van Europese records zwemmen is een overzicht van de snelste tijden gezwommen door een zwemmer uitkomend in internationale competitie voor een Europees land. De records worden geratificeerd door European Aquatics, de overkoepelende zwembond van Europa.

## Langebaan (50 m)

### Mannen
(bijgewerkt t/m 3 augustus 2025)
| Afstand              | Naam                                                         | Land               | Tijd                                    | Datum            | Rang  | Plaats      |
| -------------------- | ------------------------------------------------------------ | ------------------ | --------------------------------------- | ---------------- | ----- | ----------- |
| Vrije slag           |                                                              |                    |                                         |                  |       |             |
| 50 meter             | Frédérick Bousquet                                           | FRA                | 20,94                                   | 26 april 2009    | NK    | Montpellier |
| 100 meter            | David Popovici                                               | ROU                | 46,51                                   | 31 juli 2025     | WK    | Singapore   |
| 200 meter            | Paul Biedermann                                              | GER                | 1.42,00                                 | 28 juli 2009     | WK    | Rome        |
| 400 meter            | Paul Biedermann                                              | GER                | 3.40,07                                 | 26 juli 2009     | WK    | Rome        |
| 800 meter            | Daniel Wiffen                                                | IRL                | 7.39,19                                 | 29 juli 2023     | 4e WK | Fukuoka     |
| 1500 meter           | Gregorio Paltrinieri                                         | ITA                | 14.32,80                                | 25 juni 2022     | WK    | Boedapest   |
| Rugslag              |                                                              |                    |                                         |                  |       |             |
| 50 meter             | Kliment Kolesnikov                                           | RUS                | 23,80*                                  | 18 mei 2021      | EK    | Boedapest   |
| 100 meter            | Thomas Ceccon                                                | ITA                | 51,60                                   | 20 juni 2022     | WK    | Boedapest   |
| 200 meter            | Hubert Kós                                                   | HUN                | 1.53,19                                 | 1 augustus 2025  | WK    | Singapore   |
| Schoolslag           |                                                              |                    |                                         |                  |       |             |
| 50 meter             | Adam Peaty                                                   | GBR                | 25,95                                   | 25 juli 2017     | WK ½F | Boedapest   |
| 100 meter            | Adam Peaty                                                   | GBR                | 56,88                                   | 21 juli 2019     | WK ½F | Gwangju     |
| 200 meter            | Anton Tsjoepkov                                              | RUS                | 2.06,12                                 | 26 juli 2019     | WK    | Gwangju     |
| Vlinderslag          |                                                              |                    |                                         |                  |       |             |
| 50 meter             | Andrij Hovorov                                               | UKR                | 22,27                                   | 1 juli 2018      | [ 3 ] | Rome        |
| 100 meter            | Maxime Grousset                                              | FRA                | 49,62                                   | 31 juli 2021     | WK    | Singapore   |
| 200 meter            | Kristóf Milák                                                | HUN                | 1.50,34                                 | 21 juni 2022     | WK    | Boedapest   |
| Wisselslag           |                                                              |                    |                                         |                  |       |             |
| 200 meter            | Léon Marchand                                                | FRA                | 1.54,82                                 | 27 juli 2023     | WK    | Fukuoka     |
| 400 meter            | Léon Marchand                                                | FRA                | 4.02,50                                 | 23 juli 2023     | WK    | Fukuoka     |
| Vrije slag estafette |                                                              |                    |                                         |                  |       |             |
| 4x100 meter          | Amaury Leveaux Fabien Gilot Frédérick Bousquet Alain Bernard | FRA                | 3.08,32                                 | 11 augustus 2008 | OS    | Peking      |
| 4x200 meter          | Tom Dean James Guy Matthew Richards Duncan Scott             | GBR                | 6.58,58 1.45,72 1.44,40 1.45,01 1.43,45 | 28 juli 2021     | OS    | Tokio       |
| Wisselslag estafette |                                                              |                    |                                         |                  |       |             |
| 4x100 meter          | Miron Lifintsev Kirill Prigoda Andrey Minakov Egor Korney    | Neutrale atleten B | 3.26,93 52,44 57,92 50,17 46,40         | 3 augustus 2025  | WK    | Singapore   |

* Moet nog geratificeerd worden.

### Vrouwen
(bijgewerkt t/m 29 juni 2025)
| Afstand              | Naam                                                                  | Land   | Tijd                              | Datum            | Rang    | Plaats         |
| -------------------- | --------------------------------------------------------------------- | ------ | --------------------------------- | ---------------- | ------- | -------------- |
| Vrije slag           |                                                                       |        |                                   |                  |         |                |
| 50 meter             | Sarah Sjöström                                                        | SWE    | 23,61                             | 29 juli 2023     | WK ½F   | Fukuoka        |
| 100 meter            | Sarah Sjöström                                                        | SWE    | 51,71                             | 23 juli 2017     | WK Est  | Boedapest      |
| 200 meter            | Federica Pellegrini                                                   | ITA    | 1.52,98                           | 29 juli 2009     | WK      | Rome           |
| 400 meter            | Federica Pellegrini                                                   | ITA    | 3.59,15                           | 26 juli 2009     | WK      | Rome           |
| 800 meter            | Rebecca Adlington                                                     | GBR    | 8.14,10                           | 16 augustus 2008 | OS      | Peking         |
| 1500 meter           | Simona Quadarella                                                     | Italië | 15.31,79                          | 29 juli 2025     | WK      | Singapore      |
| Rugslag              |                                                                       |        |                                   |                  |         |                |
| 50 meter             | Kira Toussaint                                                        | NED    | 27,10*                            | 10 april 2021    | 1 kt.nl | Eindhoven      |
| 100 meter            | Kathleen Dawson                                                       | GBR    | 58,08*                            | 23 mei 2021      | EK Est. | Boedapest      |
| 200 meter            | Anastasia Zoejeva                                                     | RUS    | 2.04,94                           | 1 augustus 2009  | WK      | Rome           |
| Schoolslag           |                                                                       |        |                                   |                  |         |                |
| 50 meter             | Rūta Meilutytė                                                        | LTU    | 29,16                             | 30 juli 2023     | WK      | Fukuoka        |
| 100 meter            | Rūta Meilutytė                                                        | LTU    | 1.04,35                           | 29 juli 2013     | WK ½F   | Barcelona      |
| 200 meter            | Rikke Møller Pedersen                                                 | DEN    | 2.19,11                           | 1 augustus 2013  | WK ½F   | Barcelona      |
| Vlinderslag          |                                                                       |        |                                   |                  |         |                |
| 50 meter             | Sarah Sjöström                                                        | SWE    | 24,43                             | 5 juli 2014      | NK      | Borås          |
| 100 meter            | Sarah Sjöström                                                        | SWE    | 55,48                             | 7 augustus 2016  | OS      | Rio de Janeiro |
| 200 meter            | Katinka Hosszú                                                        | HUN    | 2.04,27                           | 29 juli 2009     | WK ½F   | Rome           |
| Wisselslag           |                                                                       |        |                                   |                  |         |                |
| 200 meter            | Katinka Hosszú                                                        | HUN    | 2.06,12                           | 3 augustus 2015  | WK      | Kazan          |
| 400 meter            | Katinka Hosszú                                                        | HUN    | 4.26,36                           | 6 augustus 2016  | OS      | Rio de Janeiro |
| Vrije slag estafette |                                                                       |        |                                   |                  |         |                |
| 4x100 meter          | Inge Dekker Ranomi Kromowidjojo Femke Heemskerk Marleen Veldhuis      | NED    | 3.31,72                           | 26 juli 2009     | WK      | Rome           |
| 4x200 meter          | Joanne Jackson Jazmin Carlin Caitlin McClatchey Rebecca Adlington     | GBR    | 7.45,51                           | 30 juli 2009     | WK      | Rome           |
| Wisselslag estafette |                                                                       |        |                                   |                  |         |                |
| 4x100 meter          | Anastasia Fesikova Joelia Jefimova Svetlana Tsjimrova Veronika Popova | RUS    | 3.53,38 58.96 1:04.03 56.99 53.40 | 30 juli 2017     | WK      | Boedapest      |

* Moet nog geratificeerd worden.

### Gemengd
(bijgewerkt t/m 1 augustus 2025)
| Afstand              | Naam                                                    | Land             | Tijd                            | Datum           | Rang | Plaats    |
| -------------------- | ------------------------------------------------------- | ---------------- | ------------------------------- | --------------- | ---- | --------- |
| Vrije slag estafette |                                                         |                  |                                 |                 |      |           |
| 4x100 meter          | Egor Kornev Ivan Giryov Daria Trofimove Daria Klepikova | Neutrale atleten | 3.19,68 47,69 47,08 52,42 52,49 | 1 augustus 2025 | WK   | Singapore |
| Wisselslag estafette |                                                         |                  |                                 |                 |      |           |
| 4x100 meter          | Kathleen Dawson Adam Peaty James Guy Anna Hopkin        | GBR              | 3.37,58 58,80 56,78 50.00 52,00 | 31 juli 2021    | OS   | Tokio     |

## Kortebaan (25 m)

### Mannen
(bijgewerkt t/m 23 mei 2024)
| Afstand              | Naam                                                                 | Land | Tijd      | Datum             | Rang   | Plaats    |
| -------------------- | -------------------------------------------------------------------- | ---- | --------- | ----------------- | ------ | --------- |
| Vrije slag           |                                                                      |      |           |                   |        |           |
| 50 meter             | Benjamin Proud                                                       | GBR  | 20,18     | 7 december 2023   | EK     | Otopeni   |
| 100 meter            | Amaury Leveaux                                                       | FRA  | 44,94     | 13 december 2008  | EK     | Rijeka    |
| 200 meter            | Paul Biedermann                                                      | GER  | 1.39,37²  | 15 november 2009  | 1e WB  | Berlijn   |
| 400 meter            | Yannick Agnel                                                        | FRA  | 3.32,25   | 15 november 2012  | NK     | Angers    |
| 800 meter            | Daniel Wiffen                                                        | IRL  | 7.20,46   | 10 december 2023  | EK     | Otopeni   |
| 1500 meter           | Florian Wellbrock                                                    | GER  | 14.06,88* | 21 december 2021  | WK     | Abu Dhabi |
| Rugslag              |                                                                      |      |           |                   |        |           |
| 50 meter             | Florent Manaudou                                                     | FRA  | 22,22     | 6 december 2014   | WK     | Doha      |
| 100 meter            | Kliment Kolesnikov                                                   | RUS  | 48,58     | 21 november 2020  | 1e ISL | Boedapest |
| 200 meter            | Arkadi Vjatsjanin                                                    | RUS  | 1.46,11   | 15 november 2009  | 1e WB  | Berlijn   |
| Schoolslag           |                                                                      |      |           |                   |        |           |
| 50 meter             | Emre Sakçı                                                           | TUR  | 24,95*    | 27 december 2021  | NK     | Gaziantep |
| 100 meter            | Ilja Sjymanovitsj                                                    | BLR  | 55,28*    | 26 november 2021  | 1e ISL | Eindhoven |
| 200 meter            | Kirill Prigoda                                                       | RUS  | 2.00,16   | 13 december 2018  | WK     | Hangzhou  |
| Vlinderslag          |                                                                      |      |           |                   |        |           |
| 50 meter             | Szebasztián Szabó                                                    | HUN  | 21,75*    | 6 november 2021   | EK     | Kazan     |
| 100 meter            | Noè Ponti                                                            | CHE  | 48,47     | 6 december 2023   | EK     | Otopeni   |
| 200 meter            | László Cseh                                                          | HUN  | 1.49,00   | 6 december 2015   | EK     | Netanja   |
| Wisselslag           |                                                                      |      |           |                   |        |           |
| 100 meter            | Vladimir Morozov                                                     | RUS  | 50,26     | 28 september 2018 | 1e WB  | Eindhoven |
| 200 meter            | Andreas Vazaios                                                      | GRE  | 1.50,85   | 6 december 2019   | EK     | Glasgow   |
| 400 meter            | Ilia Borodin                                                         | RUS  | 3.56,47*  | 20 december 2021  | WK     | Abu Dhabi |
| Vrije slag estafette |                                                                      |      |           |                   |        |           |
| 4x50 meter           | Alain Bernard Fabien Gilot Amaury Leveaux Frédérick Bousquet         | FRA  | 1.20,77   | 14 december 2008  | EK     | Rijeka    |
| 4x100 meter          | Alessandro Miressi Paolo Conte Bonin Leonardo Deplano Thomas Ceccon  | ITA  | 3.02,75   | 13 december 2022  | WK     | Melbourne |
| 4x200 meter          | Martin Maljoetin Michail Vekovisjtsjev Ivan Girev Aleksandr Krasnych | RUS  | 6.46,84   | 14 december 2018  | WK     | Hangzhou  |
| Wisselslag estafette |                                                                      |      |           |                   |        |           |
| 4x50 meter           | Lorenzo Mora Nicolò Martinenghi Matteo Rivolta Leonardo Deplano      | ITA  | 1.29,72   | 17 december 2022  | WK     | Melbourne |
| 4x100 meter          | Lorenzo Mora Nicolò Martinenghi Matteo Rivolta Alessandro Miressi    | ITA  | 3.19,06   | 18 december 2022  | WK     | Melbourne |

* Moet nog geratificeerd worden.
² Record gezet met vanaf 2010 verboden neopreem zwempak dat het drijfvermogen vergrootte.

### Vrouwen
(bijgewerkt t/m 23 mei 2020)
| Afstand              | Naam                                                                  | Land | Tijd     | Datum            | Rang   | Plaats    |
| -------------------- | --------------------------------------------------------------------- | ---- | -------- | ---------------- | ------ | --------- |
| Vrije slag           |                                                                       |      |          |                  |        |           |
| 50 meter             | Ranomi Kromowidjojo                                                   | NED  | 22,93    | 7 augustus 2017  | 1e WB  | Berlijn   |
| 100 meter            | Sarah Sjöström                                                        | SWE  | 50,58    | 11 augustus 2017 | 1e WB  | Eindhoven |
| 200 meter            | Sarah Sjöström                                                        | SWE  | 1.50,43  | 12 augustus 2017 | 1e WB  | Eindhoven |
| 400 meter            | Mireia Belmonte                                                       | ESP  | 3.54,52  | 11 augustus 2013 | 1e WB  | Berlijn   |
| 800 meter            | Mireia Belmonte                                                       | ESP  | 7.59,34  | 10 augustus 2013 | 1e WB  | Berlijn   |
| 1500 meter           | Sarah Köhler                                                          | GER  | 15.18,01 | 16 november 2019 |        | Berlijn   |
| Rugslag              |                                                                       |      |          |                  |        |           |
| 50 meter             | Kira Toussaint                                                        | NED  | 25,60    | 14 november 2020 | 1e ISL | Boedapest |
| 100 meter            | Katinka Hosszú                                                        | HUN  | 55,03    | 4 december 2014  | WK     | Doha      |
| 200 meter            | Katinka Hosszú                                                        | HUN  | 1.59,23  | 5 december 2014  | WK     | Doha      |
| Schoolslag           |                                                                       |      |          |                  |        |           |
| 50 meter             | Rūta Meilutytė                                                        | LTU  | 28,37    | 17 december 2022 | WK     | Melbourne |
| 100 meter            | Rūta Meilutytė                                                        | LTU  | 1.02,36  | 12 oktober 2013  | WB     | Moskou    |
| 200 meter            | Rikke Møller Pedersen                                                 | DEN  | 2.15,21  | 13 december 2013 | EK     | Herning   |
| Vlinderslag          |                                                                       |      |          |                  |        |           |
| 50 meter             | Therese Alshammar                                                     | SWE  | 24,38    | 22 november 2009 | WB     | Singapore |
| 100 meter            | Sarah Sjöström                                                        | SWE  | 54,61    | 7 december 2014  | WK     | Doha      |
| 200 meter            | Mireia Belmonte                                                       | ESP  | 1.59,61  | 3 december 2014  | WK     | Doha      |
| Wisselslag           |                                                                       |      |          |                  |        |           |
| 100 meter            | Katinka Hosszú                                                        | HUN  | 56,51    | 7 augustus 2017  | 1e WB  | Berlijn   |
| 200 meter            | Katinka Hosszú                                                        | HUN  | 2.01,86  | 6 december 2014  | WK     | Doha      |
| 400 meter            | Mireia Belmonte                                                       | ESP  | 4.18,94  | 12 augustus 2017 | 1e WB  | Eindhoven |
| Vrije slag estafette |                                                                       |      |          |                  |        |           |
| 4x50 meter           | Ranomi Kromowidjojo Maaike de Waard Kim Busch Femke Heemskerk         | NED  | 1.32,50  | 12 december 2020 |        | Eindhoven |
| 4x100 meter          | Inge Dekker Femke Heemskerk Maud van der Meer Ranomi Kromowidjojo     | NED  | 3.26,53  | 5 december 2014  | WK     | Doha      |
| 4x200 meter          | Inge Dekker Femke Heemskerk Ranomi Kromowidjojo Sharon van Rouwendaal | NED  | 7.32,85  | 3 december 2014  | WK     | Doha      |
| Wisselslag estafette |                                                                       |      |          |                  |        |           |
| 4x50 meter           | Louise Hansson Sophie Hansson Sarah Sjöström Michelle Coleman         | SWE  | 1.42,38* | 17 december 2021 | WK     | Abu Dhabi |
| 4x100 meter          | Louise Hansson Sophie Hansson Sarah Sjöström Michelle Coleman         | SWE  | 3.46,20* | 21 december 2021 | WK     | Abu Dhabi |

* Moet nog geratificeerd worden.

### Gemengd
(bijgewerkt t/m 23 mei 2024)
| Afstand              | Naam                                                                                   | Land | Tijd                            | Datum            | Rang | Plaats    |
| -------------------- | -------------------------------------------------------------------------------------- | ---- | ------------------------------- | ---------------- | ---- | --------- |
| Vrije slag estafette |                                                                                        |      |                                 |                  |      |           |
| 4x50 meter           | Maxime Grousset Florent Manaudou Béryl Gastaldello Melanie Hénique Mary-Ambre Moluh    | FRA  | 1.27,33 20,92 20,26 23,00 23,15 | 16 december 2022 | WK   | Melbourne |
| Wisselslag estafette |                                                                                        |      |                                 |                  |      |           |
| 4x50 meter           | Lorenzo Mora Nicolò Martinenghi Silvia di Pietro Costanza Cocconcelli Simone Cerasuolo | ITA  | 1.36,01 22,59 22,83 24,52 24,07 | 14 december 2022 | WK   | Melbourne |